# Miami County (Indiana)
Miami County ist ein County im US-Bundesstaat Indiana. Der Sitz der Countyverwaltung (County Seat) ist in Peru.

## Geographie
Das County liegt im mittleren Norden von Indiana und hat eine Fläche von 977 Quadratkilometern, wovon fünf Quadratkilometer Wasserfläche sind. Es grenzt im Uhrzeigersinn an folgende Countys: Fulton County, Wabash County, Grant County, Howard County und Cass County.

## Geschichte
Miami County wurde am 2. Februar 1832 aus Teilen des Cass County gebildet. Benannt wurde es nach den Miami-Indianern.
Im Miami County liegt eine National Historic Landmark, die Wallace Circus Winter Headquarters. Insgesamt sind 14 Bauwerke und Stätten des Countys im National Register of Historic Places eingetragen (Stand 2. September 2017).

## Demografische Daten
Nach der Volkszählung im Jahr 2000 lebten im Miami County 36.082 Menschen in 13.716 Haushalten und 9.806 Familien. Die Bevölkerungsdichte betrug 37 Einwohner pro Quadratkilometer. Ethnisch betrachtet setzte sich die Bevölkerung zusammen aus 93,69 Prozent Weißen, 3,00 Prozent Afroamerikanern, 1,08 Prozent amerikanischen Ureinwohnern, 0,33 Prozent Asiaten, 0,02 Prozent Bewohnern aus dem pazifischen Inselraum und 0,46 Prozent aus anderen ethnischen Gruppen; 1,42 Prozent stammten von zwei oder mehr Ethnien ab. 1,32 Prozent der Bevölkerung waren spanischer oder lateinamerikanischer Abstammung.
Von den 13.716 Haushalten hatten 33,7 Prozent Kinder unter 18 Jahre, die mit ihnen im Haushalt lebten. 57,8 Prozent waren verheiratete, zusammenlebende Paare, 9,8 Prozent waren allein erziehende Mütter und 28,5 Prozent waren keine Familien. 24,6 Prozent waren Singlehaushalte und in 10,1 Prozent lebten Menschen mit 65 Jahren oder darüber. Die Durchschnittshaushaltsgröße betrug 2,52 und die durchschnittliche Familiengröße lag bei 3,00 Personen.
25,9 Prozent der Bevölkerung waren unter 18 Jahre alt, 8,1 Prozent zwischen 18 und 24, 29,9 Prozent zwischen 25 und 44 Jahre. 23,3 Prozent zwischen 45 und 64 und 12,9 Prozent waren 65 Jahre alt oder älter. Das Durchschnittsalter betrug 37 Jahre. Auf 100 weibliche Personen kamen 103,1 männliche Personen. Auf 100 Frauen im Alter von 18 Jahren und darüber kamen 102 Männer.
Das jährliche Durchschnittseinkommen eines Haushalts betrug 39.184 US-Dollar, das Durchschnittseinkommen der Familien 45.816 USD. Männer hatten ein Durchschnittseinkommen von 34.595 USD, Frauen 21.311 USD. Das Prokopfeinkommen betrug 17.726 USD. 6,0 Prozent der Familien und 8,0 Prozent der Bevölkerung lebten unterhalb der Armutsgrenze.

## Orte im County
- Amboy
- Birmingham
- Bunker Hill
- Chili
- Converse
- Courter
- Deedsville
- Denver
- Doyle
- Erie
- Flora
- Gilead
- Loree
- Macy
- McGrawsville
- Mexico
- Miami
- Nead
- New Santa Fe
- North Grove
- Oakdale
- Park View Heights
- Peoria
- Perrysburg
- Peru
- Pettysville
- Ridgeview
- Santa Fe
- South Peru
- Stockdale
- Wawpecong
- Wells

Townships
- Allen Township
- Butler Township
- Clay Township
- Deer Creek Township
- Erie Township
- Harrison Township
- Jackson Township
- Jefferson Township
- Perry Township
- Peru Township
- Pipe Creek Township
- Richland Township
- Union Township
- Washington Township